# Ljubo Žlebnik
Ljubo Žlebnik, slovenski inženir geologije, * 20. januar 1929, Pesnica pri Mariboru.

## Življenje in delo
Po končani klasični gimnaziji v Ljubljani je tu študiral geologijo in 1952 diplomiral na Prirodoslovno matematični fakulteti ter 1965 doktoriral na FNT v Ljubljani. Strokovno se je izpopolnjeval v Beogradu, Budimpešti in Bratislavi. V letih 1953−1989 je bil zaposlen na Geološkem zavodu v Ljubljani, najprej na oddelku za izdelavo geoloških zemljevidov (nahajališča železove rude in premoga v Sloveniji), nato se je posvetil hidrogeološkim raziskavam za hidroelektrarne, ter sodeloval pri inženirsko-geoloških raziskavah za gradnjo avtocest, predora Karavanke in tras plinovodov v Sloveniji. Objavil je več strokovnih člankov in sodeloval pri okoli 50 ekspertizah.